# Massimo Pazzini
Massimo Pazzini O.F.M. (Verucchio, 29 ottobre 1955) è un francescano e biblista italiano.

## Biografia
Massimo Pazzini appartiene alla Provincia S. Antonio dei Frati Minori (Nord Italia). È licenziato in Teologia dogmatica (STAB di Bologna, 1982) e in Teologia biblica (Studium Biblicum Franciscanum di Gerusalemme, 1985). Ha conseguito il Bachelor of Arts in Lingua ebraica e Lingue semitiche antiche all'Università Ebraica di Gerusalemme (1990) e la laurea in Lingue e civiltà orientali all'Istituto Universitario Orientale di Napoli (1998).
Dal 1991 al 2025 ha insegnato ebraico, aramaico e siriaco allo Studium Biblicum Franciscanum di Gerusalemme. È stato professore invitato di siriaco e di ebraico all'École biblique et archéologique française di Gerusalemme. Ha tenuto un seminario intensivo di Critica textus alla Facoltà di Teologia di Lugano (2013).
Ha pubblicato alcune opere riguardanti le lingue bibliche e diversi articoli di carattere scientifico.
Dal 2011 al 2017 è stato direttore dello Studium Biblicum Franciscanum di Gerusalemme, decano della Facoltà di Scienze bibliche e Archeologia della Pontificia Università Antonianum.

## Opere

### Individuali
- Massimo Pazzini, Grammatica siriaca, Franciscan Printing Press, Jerusalem 1999
- Massimo Pazzini, Il libro di Rut la moabita. Analisi del testo siriaco, Franciscan Printing Press, Jerusalem 2002
- Massimo Pazzini, Lessico concordanziale del Nuovo Testamento siriaco, Franciscan Printing Press, Jerusalem 2004 (ristampa Edizioni Terra Santa, Milano 2014)
- Massimo Pazzini, Il targum di Rut. Analisi del testo aramaico, Edizioni Terra Santa, Milano 2009
- Massimo Pazzini, Il libro dei dodici profeti. Versione siriaca, vocalizzazione completa, Edizioni Terra Santa, Milano 2009 (ISBN 978-88-6240-072-5)
- Massimo Pazzini, L’antenata del Messia. Il libro di Rut: versioni antiche e moderne a confronto, Chirico, Napoli 2019, 123 pp.
- Massimo Pazzini, La Moabita. Il Midrash Rabbah del libro di Rut, Chirico, Napoli 2019, 139 pp.
- Massimo Pazzini, I sette Salmi penitenziali nel Midrash Tehillim, Chirico, Napoli 2020, 96 pp. (online: https://www.academia.edu/s/3da74a5c21?source=link).
- Massimo Pazzini, La via della legge. Midrash sul Salmo 119, ETS, Milano 2021, 141 pp.
- Massimo Pazzini, Sono stato a Gerusalemme. Lettere di pellegrini ebrei, Chirico, Napoli 2021, 144 pp.
- Massimo Pazzini, Lodate Iddio. I midrašim dei Salmi 146–150, Chirico, Napoli 2021, 88 pp. (online: www.academia.edu).
- Massimo Pazzini, Sull’arpa e sulla cetra. Il midrash sui salmi, Società editoriale “Il Portico” (Marietti1820/EDB), Bologna 2024, 784 pp.
- Massimo Pazzini, Il Midrash Rabbah sul Cantico dei Cantici (previsto per giugno 2025).

### In collaborazione
- Alviero Niccacci, Massimo Pazzini, Il rotolo di Rut. Analisi del testo ebraico, Franciscan Printing Press, Jerusalem 2001. Edizioni Terra Santa, Milano 2008
- Gregor Geiger, Massimo Pazzini, En pāsē grammatikē kai sophiā, Saggi di linguistica ebraica in onore di Alviero Niccacci, ofm, Milano-Gerusalemme 2011
- Alviero Niccacci, Massimo Pazzini, Roberto Tadiello, Il libro di Giona. Analisi del testo ebraico e del racconto, Franciscan Printing Press, Jerusalem 2004. Edizioni Terra Santa, Milano 2013
- Stefano Cavalli, Frédéric Manns, Massimo Pazzini, Tutto è vanità. Il libro di Qoèlet nelle versioni della LXX, della Pešiṭtā e del Targum, Chirico, Napoli 2015
- Massimo Pazzini (a cura di), La vita come viaggio… Ricordando Pietro A. Kaswalder, Edizioni Terra Santa, Milano 2015
- (Con V. Brosco, F.G. Voltaggio, A. Niccacci, F. Manns, S. Cavalli, R. Di Segni), Qōhelet. Annotazioni esegetiche, Chirico, Napoli 2016.

### Altre collaborazioni
- Insieme a Pierbattista Pizzaballa e altri ha collaborato alla preparazione di Ordo missae (hebraice), Jerusalem 1994 (ha curato la vocalizzazione dell'ebraico)
- Insieme a Jacob Barclay ha collaborato alla seconda edizione di The New Covenant Commonly Called the New Testament Peshitta Aramaic Text with a Hebrew Translation, The Bible Society, Jerusalem (2005)
- Pietro Magnanini, Pier Paolo Nava, Grammatica di aramaico biblico, Bologna 2005 (ha collaborato alla pubblicazione e ha scritto la Presentazione del volume, pp. 5-6)
- Ha collaborato alla pubblicazione della Grammatica ebraica di Jacob Weingreen nella sua traduzione italiana, della quale ha scritto la “Presentazione” (pp. IX-XI)
- Ha curato l'edizione postuma di: Pietro A. Kaswalder, Giudea e Neghev. Introduzione storico-archeologica, ETS, Milano 2018.
- Con Roberto Reggi: Il vangelo di Marco. Traduzione interlineare italiana del testo siriaco della Peshitta, giugno 2020, 69 pp. (https://www.slideshare.net/RobertoReggi1/marco-peshitta-234859611).
- Con Roberto Reggi: Il vangelo di Matteo. Traduzione interlineare italiana del testo siriaco della Peshitta, giugno 2020, 106 pp. (https://www.slideshare.net/RobertoReggi1/matteo-peshitta/).
- Con Roberto Reggi: Il vangelo di Luca. Traduzione interlineare italiana del testo siriaco della Peshitta, dicembre 2020, 112 pp. (https://www2.slideshare.net/RobertoReggi1/luca-peshitta).
- Con Roberto Reggi: Il vangelo di Giovanni. Traduzione interlineare italiana del testo siriaco della Peshitta, aprile 2021, 79 pp. (https://www.slideshare.net/RobertoReggi1/giovanni-peshitta/).